# 극동유화
극동유화(Kukdong Oil & Chemicals Co., Ltd.)는 대한민국의  윤활유 생산 기업이다.
 본사는 경남 양산시 어실로 101에 위치해 있으며 대표이사는 장선우다.

## 역사
2017년 쌍용양회공업의 석유사업부가 물적 분할한 쌍용에너텍을 흡수합병하였다

## 상장
1991년 1월 31일에 상장하였다.

## 제품
윤활유, 유동파라핀, 아스팔트 제조 및 석유 유통을 하고 있다

## 주주
극동정유(현 현대오일뱅크)를 창업한 장홍선 일가가 대주주로 있으며 2021년 한국타이어가 LK투자파트너스로부터 지분을 인수하여 2대 주주가 되었다

2017년에 사모펀드(PEF) 운용사인 LK투자파트너스가 극동유화 지분 18.9%를 사들이며 2대주주에 오른 바 있다

## 참고문헌
1. ↑  20여개국에 윤활유 수출하는 극동유화, 실적도 ‘쑥쑥’, 조선비즈, 2023.07.26
2. ↑  극동유화 장남, 본체 대신 수입차 딜러업 '눈길', 딜사이트, 2023.10.12
3. ↑  조강희, 석유업계에서 지워지는 이름, ‘쌍용’, 한국에너지, 2017.07.27
4. ↑  박희영, 한국IR협의회 기술분석보고서-국동유화, 2023.06.01.
5. ↑  김진성, 한국타이어, 극동유화 2대 주주 됐다, 한국경제, 2021.03.18
6. ↑  김익환, LK파트너스, 극동유화 2대주주로, 한국경제, 2017.12.28